# Покровщина
Покро́вщина —  село в Україні, у Лубенському районі Полтавської області. Населення становить 232 осіб. Входить до складу Гребінківської міської громади.

## Географія
Село Покровщина знаходиться на правому березі річки Гнила Оржиця, вище за течією на відстані 1 км розташоване село Гулаківка, нижче за течією на відстані 1,5 км розташоване село Овсюки, на протилежному березі - село Березівка.

## Історія
В сповідальних відомостях Георгієвської церкви с. Городища вперше записано це поселення в 1821 р., воно ще не мало назви, власником його був підпоручик Андрій Іванович Ходолій (Худолій), у ньому вже мешкало 197 душ (108 душ чоловічої статі і 89 душ жіночої статі).
В 1818 р. цього поселення в сповідальній відомості цієї церкви ще немає (за 1819 і 1820 роки сповідальні відомості Городищенської церкви не збереглися). Як говорилося уже при розповіді про Городище і Корніївку, у ці часи проводився розпродаж Свічківських маєтностей за борги Миколи і Якова Свічок.
Ходолій Георгій (Юрій - в ті часи однозначне з ім'ям Георгій, а в простонароді його називали ще й Єгорієм) Іванович із маєтностей Свічок в Городищі і Корніївці одержав 1000 десятин землі і більше 500 душ селян обох статей.
Мабуть, він продав своєму брату підпоручику Ходолію Андрію Івановичу (1780 - 1833) частину землі і селян, який і заснував тут (а точніше - відродив) поселення Покровське.
Андрій Іванович не став впроваджувати свою назву відроджуваного поселення, назвавши його Ходоліївкою чи Андріївкою, а повернув йому стару назву Покровське. В сповідальній відомості за 1824 р. церковники Городшценської церкви записали його назву - «Провське», а вже в 1826 р. записали його Покровським.
Недовго володіли Ходолії (Худолії) цією маєтністю: в 1833 р. помер її господар Андрій Іванович, а в 1836 померла і його дружина Анастасія Григорівна.
Дітей у них не було, і Покровське перейшло у власність брата Анастасії Григорівни - Івана Григоровича Савицького. Іван Григорович помер в 1854 р. і маєтністю заволодів Іван Костянтинович Савицький, який в 1856 р. поступився своїм правом на спадщину по «улиточной записи» губернському секретарю князю Орбеліані Якову Володимировичу («улиточная запись» - документ спрощеної передачі свого права на спадщину.
Мабуть, дружина Орбеліані була в якихось родинних зв'язках з Савицькими).
Орбеліані володів маєтністю під час реформи 1861 р., він підписував в 1862 році уставну грамоту - договір з селянами на умови виділення і продаж земельних наділів селянам. На той час в Покровщині налічувалось 132 ревізьких душ, яким виділялось для купівлі 136,66 десятин землі: 12,66 дес. садибної землі (в т.ч. вигона - 4, 71 дес.) і 124 дес. польвої землі. Водопій в панському ставку залишався в загальному користуванні поміщика і селян, але селянам заборонялося ловить в ставку рибу і мочити коноплі.
Сім'я Орбеліані, мабуть, довго володіла цією маєтністю: після батька тут господарював його син Микола Якович, який і продав це господарство поміщикові Євгенію Павловичу Томарі. Томара купив цю маєтність (870 десятин землі) для своєї дочки Варвари Євгенівни, яка була в шлюбі за Патрикієм Олександровичем Ілляшенком.
Мабуть, до самої революції 1917 року тут господарювали Ілляшенки. (У 1908 році маєтність числилась ще за Варварою Євгенівною).
Розвиток села характеризувався ростом населення. За переписом населення 1859 року в Покровщині налічувалося 52 господарства з населенням 275 душ обох статей,
До речі, у матеріалах перепису населення за 1900 рік записано - Покровеьке(Худоліївка): мабуть в простонародді поселення довго іменувалось Худоліївкою.
Що стосується адміністративно - територіального поділу, то Покровщина відносилась до Городищенської волості Пирятинського повіту, а з 1919 р. до Городищенської сільради Пирятинського району (а з 1935 р. Гребінківського).
Потім Покровщину приєднали до Овсюківської сільради. Медичні послуги мешканці Покровщини до революції і деякий час після революції одержували від Сербинівської лікарні і її фельдшерського пункту в Городищі. А з появою лікарні в Городищі, а потім і в Гребінці - користувались їх послугами.
Своєї церкви Покровщина не мала. З початку свого заснування і до 1835 р. Покровщина знаходилась в парафії Георгієвської церкви с. Городища, а після 1835 р. - в парафії Троїцької церкви с. Овсюків.
Своя школа в селі Покровщині заснована в 1900 р., вона була однокомплектна, при радянській владі вона стала початковою. В 1899 р. поміщик А.В. Савицький, який володів невеличкою частиною землі в Покровщині, вніс до каси Пирятинської земуправи 500 крб. на побудову школи в Покровщині.